# وون جونگ-سیک
وون جونگ-سیک (انگلیسی: Won Jeong-sik؛ زادهٔ ۹ دسامبر ۱۹۹۰) وزنه‌بردار اهل کره جنوبی است.
وی در مسابقات کشوری و بین‌المللی در مجموع برندهٔ ۱ مدال طلا، ۱ مدال نقره شده‌است.